# Ahmet Çakıcı
Ahmet Çakıcı (* 10. Januar 1963 in İzmit/Türkei) ist ein ehemaliger deutscher Ringer. Er gewann die Bronzemedaille bei der Weltmeisterschaft 1989 in Martigny/Schweiz im freien Stil im Leichtgewicht.

## Werdegang
Ahmet Çakıcı kam mit seiner Familie im Jahre 1964 nach Kleinostheim. Vater Osman Nouri Çakıcı war Ringer und so verwundert es nicht, dass von seinen fünf Söhnen vier ebenfalls Ringer wurden. Ahmet Çakıcı zeigte dabei das größte Talent und entwickelte sich bis zu seinem 20. Lebensjahr zu einem vorzüglichen Freistilringer. Er startete für den AC Bavaria Goldbach und wurde im Jahre 1983 in Deutschland eingebürgert. 1984 wurde er erstmals deutscher Meister im Leichtgewicht und qualifizierte sich für die Teilnahme an den Olympischen Spielen in Los Angeles. Eine Verletzung, die er sich kurz vor den Spielen zuzog, verhinderte, dass er dort an den Start gehen konnte. Bei den Europameisterschaften des gleichen Jahres in Jönköping, die unmittelbar nach den deutschen Meisterschaften stattfanden, bewies er mit vier Siegen seine internationale Konkurrenzfähigkeit, auch wenn er im Kampf um die Bronzemedaille gegen den Bulgaren Kamen Penew mit 3:10 eine deutliche Punktniederlage einstecken musste.
In den Folgejahren wurde Ahmet Çakıcı immer wieder von Verletzungen behindert, die größere Erfolge verhinderten. Im Jahre 1986 belegte er bei der Europameisterschaft in Athen einen guten 6. Platz, wobei er auf den Kampf um den 5. Platz gegen den Griechen Georgios Athanasiadis wegen einer Verletzung verzichten musste. Auch 1987 stoppte ihn bei der Europameisterschaft in Veliko Tarnovo eine Verletzung vorzeitig.
Im Jahre 1989 gelang Ahmet Çakıcı dann der größte Erfolg seiner Laufbahn. Bei der Weltmeisterschaft in Martigny/Schweiz gewann er die Bronzemedaille. Auf dem Weg zu dieser Medaille siegte er über John Giura, USA, Herminio Hidalgo, Panama, Nikolai Kassabow, Bulgarien u. Rahmi Harunoğlu, Türkei. Gegen Boris Budajew aus der Sowjetunion verlor er mit 1:6 Punkten.
Nach einer längeren Pause bei den internationalen Meisterschaften versuchte Ahmet Çakıcı 1995 ein Comeback. Er zeigte dabei sowohl bei der Europameisterschaft in Freiburg/Schweiz als auch bei der Weltmeisterschaft in Istanbul ansprechende Leistungen, konnte sich aber nicht mehr im Vorderfeld platzieren. Bei der Weltmeisterschaft in Istanbul gelang ihm dabei sogar ein Schultersieg über den Ex-Weltmeister Boris Budajew.
Ahmet Çakıcı stand viele Jahre in der Bundesliga-Mannschaft des AC Bavaria Goldbach und erkämpfte mit diesem Verein sechsmal die deutsche Mannschaftsmeisterschaft. Im Jahre 1996 wechselte er zum KSV Germania Aalen (heute KSV Aalen 05) und gewann mit diesem Verein 1996 noch einmal die deutsche Mannschaftsmeisterschaft als Ringer. Von 1997 bis 2002 war er Trainer bei Aalen und führte den KSV sechsmal zum Gewinn der deutschen Mannschaftsmeisterschaft. Ahmet Çakıcı war von 2003 bis 2007, sowie in der Saison 2008/09, Trainer des TSV Dewangen und führte den TSV 2006 in die 1. Bundesliga. Ab Ende 2009 war er als Trainer des ASV Mainz 1888 tätig. Im Oktober 2017 übernahm Çakıcı den Freistil-Trainerposten beim Oberligisten RWG Mömbris-Königshofen.

## Internationale Erfolge
| Jahr | Platz | Wettbewerb                                                    | Gewichtsklasse | |
| 1983 | 2.    | Grosser Preis der Bundesrepublik Deutschland in Aschaffenburg | Leicht         | hinter David Giganrik, UdSSR u. vor Jan Szymański, Polen, Lubomir Holubek, CSSR u. Erwin Knosp, BRD |
| 1984 | 4.    | EM in Jönköping                                               | Leicht         | mit Siegen über Steve Bayliss, Vereinigtes Königreich, Oscar Seghers, Belgien, Rene Neyer, Schweiz u. Zoltán Szalontai, Ungarn u. Niederlagen gegen Jan Szymanski u. Kamen Penew, Bulgarien                   |
| 1986 | 6.    | EM in Athen                                                   | Leicht         | hinter Abdulla Magomedow, UdSSR, Simeon Schterew, Bulgarien, Jan Szymanski, Jukka Rauhala, Finnland u. Georgios Athanasiadis, Griechenland                                                                    |
| 1986 | 13.   | WM in Budapest                                                | Leicht         | nach Niederlagen gegen Buayandelger Bold, Mongolei u. Eugenio Montero, Kuba |
| 1987 | 10.   | EM in Veliko Tarnovo/Bulgarien                                | Leicht         | mit einem Sieg über Attila Podolszki, Ungarn u. einer Niederlage gegen Simeon Schterew, Bulgarien; gegen Daniel Santoro, Frankreich u. Trontino, Spanien konnte er wegen einer Verletzung nicht mehr antreten |
| 1988 | 16.   | EM in Manchester                                              | Welter         | Sieger: Adlan Abujewitsch Warajew, UdSSR vor Pekka Rauhala, Finnland u. Rahmat Sukra, Bulgarien |
| 1989 | 2.    | "Roger-Coulon"-Turnier in Chalon-sur-Saone                    | Welter         | hinter Taram Magomedow, UdSSR u. vor J. Athanasiadis, Griechenland u. Rajman, Polen |
| 1989 | 4.    | "Werner-Seelenbinder"-Turnier in Leipzig                      | Welter         | hinter Alberto Rodriguez, Kuba, Milan Revicky, CSSR u. Alahud Dadalow, UdSSR u. vor Michael Kothe u. Olaf Packeiser, bde. DDR                                                                                 |
| 1989 | 3.    | WM in Martigny/Schweiz                                        | Leicht         | hinter Boris Budajew, UdSSR u. Kōsei Akaishi, Japan u. vor Rahmi Harunoğlu, Türkei, Ali Reza Khadem, Iran u. Nikolai Kassabow, Bulgarien                                                                      |
| 1990 | 1.    | Turnier in Klaus/Vorarlberg                                   | Welter         | vor Maksim Geller, Israel u. Stoll, Schweiz |
| 1995 | 4.    | Großer Preis von Deutschland in Leipzig                       | Leicht         | hinter Yüksel Sanli, Türkei, Tibor Copik, Slowakei u. Kolov Koiv, Estland u. vor Sergej Demtschenko, Belarus u. Georg Schwabenland, Deutschland                                                               |
| 1995 | 11.   | EM in Freiburg/Schweiz                                        | Leicht         | mit einem Sieg über Erwin Eggertswyler, Schweiz u. Niederlagen gegen Sasa Sasirow, Ukraine u. Maxime Mischler, Frankreich                                                                                     |
| 1995 | 12.   | WM in Istanbul                                                | Leicht         | mit Siegen über Boris Budajew, Usbekistan, Eloy Urbano, Mexiko u. Endre Elekes, Ungarn u. Niederlagen gegen Jesus E. Rodriguez Garzon, Kuba u. Wadim Bogijew, Russland                                        |

Anm.: alle Wettbewerbe im freien Stil, OS = Olympische Spiele, WM = Weltmeisterschaft, EM = Europameisterschaft, Leichtgewicht bis 68 kg, Weltergewicht bis 74 kg Körpergewicht

## Deutsche Meisterschaften
| Jahr | Platz | Stil | Gewichtsklasse |                                                                                      |
| 1984 | 1.    | F    | Leicht         | vor Erwin Knosp, Urloffen u. Karl-Heinz Ruch, Aldenhoven                             |
| 1986 | 1.    | F    | Leicht         | vor Martin Herbster, Graben-Neudorf u. Erwin Knsop                                   |
| 1987 | 3.    | F    | Welter         | hinter Klaus Laier, Reilingen u. Siegfried Otto, Walheim                             |
| 1988 | 1.    | F    | Welter         | vor Thomas Mittermüller, Hallbergmoos u. Hans Schmitz, Duisdorf                      |
| 1989 | 1.    | F    | Welter         | vor Ralf Schüler, Freiburg im Breisgau u. Peter Schmidt                              |
| 1990 | 4.    | F    | Welter         | hinter Andreas Kubiak, Schifferstadt, Jahanshah Karimi, Hallbergmoos u. Hans Schmitz |
| 1992 | 2.    | F    | Leicht         | hinter Georg Schwabenland, Wiesental u. vor Uwe Böhm, Mainz                          |
| 1995 | 1.    | F    | Leicht         | vor Andreas Zabel, Luckenwalde u. Behcet Selimoglu, Schifferstadt                    |

Anm.: F = Freistil

## Weblink
Profil von Ahmet Çakıcı bei United World Wrestling